# Ronnie Hammond
Ronnie Hammond (Macon (Georgia), 10 november 1950 - 14 maart 2011) was een Amerikaans zanger, voornamelijk bekend vanwege zijn werk voor Atlanta Rhythm Section.
Hammond rolde ARS in nadat hij was aangetrokken door de Studio One in Doraville, Georgia als assistent-geluidstechnicus. Hij bleek daarbij meerdere muziekinstrumenten te kunnen bespelen en een goede zangstem te hebben. De toenmalige zanger van de band Rodney Justo had net besloten een solocarrière te beginnen en er was dus een vacature. Hammond vulde die vacature op en droeg steeds meer bij aan de muziek en teksten van de band. Na de succesperiode van de band gedurende de jaren 70 verliet Hammond de band vanwege zijn plannen om het solo te proberen, hetgeen mislukte. ARS onderging toen diverse personeelswisselingen en uiteindelijk was hij er in 1989 weer bij toen het (mislukte) comebackalbum Truth in a Structured Form werd uitgebracht.
Op 6 december 2002 nam Hammond definitief afscheid als zanger. Dean Daughtry, vriend uit ARS was er bij. Hij was in 1998 in een dermate conflict gekomen met de politie, dat zij hem diverse kogels in de buik schoten. De politie probeerde Ronnie Hammond in eerste instantie af te houden van een zelfmoord, nadat hij zich had volgegoten met wodka na een depressie. Sindsdien (gegevens 2010) is het stil rondom Hammond, hij vond zichzelf niet meer in staat om goed te zingen.
Op 14 maart 2011 overleed hij in een hospitaal aan een hartaanval.

## Discografie
- Back Up Against the Wall (1973)
- Third Annual Pipe Dream (1974)
- Dog Days (1975)
- Red Tape (1976)
- A Rock and Roll Alternative (1976)
- Champagne Jam (1978)
- Underdog (1979)
- Are You Ready! (1979)
- The Boys from Doraville (1980)
- Quinella (1981)
- Truth in a Structured Form (1989)
- Atlanta Rhythm Section '96 (1996)
- Partly Plugged (1997)
- Eufaula (1999)
- Live at The Savoy, New York October 27, 1981 (2000)